# 海に墜ちるツバメ
『海に墜ちるツバメ』（うみにおちるつばめ）は、篠原千絵による日本の漫画作品、およびそれを表題作とした漫画短編集。
『プチコミック』（小学館）2006年4月号・5月号に掲載された。単行本は同社のフラワーコミックスより刊行され、『プチコミック』にて1997年から2006年にかけて発表した作品が収録されている。

## 初出一覧
- 海に墜ちるツバメ （プチコミック2006年4月号・5月号に掲載）
- 記憶の足音 （プチコミック2005年9月号に掲載）
- 死刑台の72時間 （プチコミック1997年11月号に掲載）

## 海に墜ちるツバメ
あらすじ
森村四季が脚本を書く民放ドラマ番組「海ツバメ」は高視聴率を獲得し、各種賞も受賞の噂が絶えなかった。対抗番組の脚本を書くベテラン脚本家・水無瀬まさ子が日本脚本大賞の対抗馬と言われていたが、これは半ば賞レースを盛り上げるためのものであった。そんな中、四季の過去を調べ上げた水無瀬はその情報の公開と引き換えに賞レースからの辞退を四季に持ち掛ける。そして、四季はアリバイを作り上げた上で、水無瀬を殺害する。
「海ツバメ」のライバル番組でもある国営放送局プロデューサの勝田は、水無瀬と同様に四季の過去を知り、それをネタに国営放送番組での脚本執筆を四季に強要してきた。強力な睡眠薬を勝田に盛り、ホテル客室の浴槽で勝田を溺死させた四季だったが、勝田の部屋から出てきたところを真生に目撃されてしまう。
「海ツバメ」最終回のロケハンという名目で真生を海沿いの岬・弓ヶ崎の突端に連れ出した四季は、そこで自分の過去を語り始める。ここは四季の初恋の人が亡くなった場所。また、その前に養父を突き飛ばして死なせたこと。四季は真生ではなく、自分が崖から墜ちようとするが、駆け付けた亮介に救われる。亮介もまた四季の過去を調べなおしていた。四季と初恋の人の子供が真生であり、真生の出生の秘密を公開され破談となることを恐れての犯行であった。
四季は亮介に本当は8つ年上であることをなどを告げるが、亮介は意に介さず、待っていることを告げると警察へ連絡をした。

登場人物
森村四季（もりむら しき）
公称28歳。学生時に脚本家デビューし、人気脚本家になった。脚本家になる以前のプライベートは秘匿している。
わがままで傲慢を自称する。
椎名亮介（しいな りょうすけ）
28歳。四季脚本のドラマ番組「海ツバメ」で主役を演じる俳優。小劇団でくすぶっていたところを四季に抜擢され、主演男優賞候補と呼ばれるまでになる。
四季とは肉体関係にある。
高橋真生（たかはし まお）
TV局社員。四季との付き合いも長い。この秋に北陸の旧家の青年と結婚し、寿退職の予定。
施設育ちで父母を知らない。
勝田登（かつた のぼる）
水無瀬が脚本を執筆していたドラマを放映していた国営放送局のプロデューサ。日本脚本大賞の選考委員も兼ねる。
水無瀬まさ子（みなせ まさこ）
ベテラン脚本家。作品数は多く、各局で放映されているが、日本脚本大賞は未受賞。

## 記憶の足音
あらすじ
笙子は交際している由紀也から別れ話を切り出されるものと覚悟して、由紀也を助手席に乗せ車を運転していた。そこへ青年が飛び出してきて、笙子は青年をはねてしまう。由紀也は警察沙汰になることを恐れ、青年の処理を独りで行うと笙子へ告げ青年を車に乗せ、いずこかへと去った。
翌日、笙子は新聞に昨夜の事故が掲載されていないことを知るが、勤務中や帰宅時に青年の姿を見かける。怖くなり、警察に自首することを由紀也に相談する笙子だったが、由紀也は青年は即死しており、隣県の山中に埋めたという。
笙子と由紀也は件の山中へ向かうが、そこで由紀也は豹変し笙子を殺害しようとする。由紀也は支社の金を横領しており、本社からの監査が入って横領が明らかになる前にその罪を笙子に被せようとしていたのだった。しかし、そこへ青年の幽霊が現れ、驚いた由紀也はガケ下に転落し、笙子は助かる。
由紀也も一命をとりとめており、搬送先の病院で、笙子はこちらも生存していた青年と再会を果たす。

登場人物
長谷川笙子（はせがわ しょうこ）
とある会社の地方支社勤務。
森口由紀也（もりぐち ゆきや）
笙子と同じ支社勤務だが、本社重役の娘との結婚と共に本社栄転が決まっている。
青年
笙子が車ではねた青年。支社の入っているビルでガードマンのアルバイトをしており、由紀也の横領や、笙子を殺害する計画も知っていた。
身元不明、意識不明の状態で入院していた。

## 死刑台の72時間
2013年にNHK BSプレミアムにてテレビドラマ化された。

## 書誌情報
- 『海に墜ちるツバメ』 小学館〈プチコミフラワーコミックス〉、2006年7月20日第1刷発行、ISBN 4-09-130496-6
  - 表題作のほか、「記憶の足音」・「死刑台の72時間」の読み切り2作品が同時収録されている。